# 王鸿飞
王鸿飞（1968年5月3日—），男，四川永川人，中国物理化学家。

## 生平
1968年出生于四川永川（现重庆永川），1988年获得中国科学技术大学近代化学系学士学位，1989年获得同校硕士学位，1991年赴美留学，1996年获得哥伦比亚大学博士学位，师从Kenneth B. Eisenthal。1996年至1999年在杜邦马歇尔实验室和宾夕法尼亚大学继续博士后工作，和戴海龙有过合作。1999年进入中国科学院化学研究所分子反应动力学国家重点实验室担任研究员，2009年进入西北太平洋国家实验室担任首席研究员。2017年回到复旦大学担任化学系教授。

## 荣誉
- 1999年入选中国科学院百人计划
- 2005年获国家自然科学基金委员会杰出青年科学基金
- 2012年被选为美国物理学会会士